# Eisenbahnunfall von Hamburg-Rönneburg
Der Eisenbahnunfall von Hamburg-Rönneburg war ein schwerer Unfall am 11. Februar 2025, bei dem am letzten Bahnübergang der Bahnstrecke Hamburg–Bremen ein Intercity-Express (ICE) mit einem Sattelzug kollidierte. Ein Mensch starb.

## Unfallbeschreibung

### Ausgangslage
Die Straße Reller quert in Hamburg-Rönneburg die Bahnstrecke Hamburg–Bremen auf einem zweigleisigen Bahnübergang. Der liegt rund drei Kilometer südlich des Bahnhofs Hamburg-Harburg, kurz vor der Landesgrenze zu Niedersachsen an Streckenkilometer 340.320. Er ist mit Halbschranken und Lichtzeichen gesichert. Die Straße beschreibt im Bereich des Bahnübergangs eine enge 180°-Kurve, in deren Scheitel die Gleise liegen.
Der am Unfall beteiligte ICE 613 war ein dreizehnteiliger Triebzug der Baureihe ICE 4 und befand sich auf dem Weg von Hamburg Hauptbahnhof nach München über Bremen und Köln. Zum Unfallzeitpunkt reisten 291 Fahrgäste im Zug.
Der Fahrer eines 40-Tonnen-Sattelschleppers, dessen Auflieger mit 19 Tonnen Eisenbahnschienen beladen war, versuchte, die Bahnstrecke mit seinem Fahrzeug auf diesem Bahnübergang zu überqueren.

### Hergang
Beim Queren des Bahnübergangs kam der Sattelschlepper aus unbekannten Gründen so zum Stehen, dass der Auflieger in das Lichtraumprofil der Bahnstrecke ragte.
Der Triebfahrzeugführer des ICE leitete noch eine Schnellbremsung ein, was den Zusammenprall gegen 14:13 Uhr aber nicht verhinderte. Der Lkw-Fahrer rettete sich vor dem Zusammenstoß mit einem Sprung aus der Fahrzeugkabine und wurde dabei verletzt. Beim Aufprall des Zuges auf den Sattelauflieger zerbarsten Fensterscheiben der vorderen ICE-Wagen. Der Auflieger des Sattelschleppers und der ICE wurden schwer beschädigt. Nach der Kollision wurde der Auflieger vom Zug mitgeschleift, sodass schwere Schäden an der Eisenbahninfrastruktur, dem Bahnübergang, der Oberleitung und einer Schallschutzwand entstanden.

### Folgen
Aufgrund der Kollision wurde der in dem ICE reisende 55-jährige Direktor der Forschungsstelle für Zeitgeschichte in Hamburg, Thomas Großbölting, so schwer verletzt, dass er noch an der Unfallstelle starb. Darüber hinaus wurden sechs Personen schwer und 19 weitere leicht verletzt.
Der Lkw-Fahrer wurde zunächst wegen des Verdachts der fahrlässigen Tötung und des gefährlichen Eingriffs in den Bahnverkehr festgenommen, am nächsten Tag aber mangels dringenden Tatverdachts wieder aus der Haft entlassen.
Um 18:35 Uhr des Unfalltags war die Evakuierung des Zugs abgeschlossen. Anschließend konnte die Einsatzstelle der Bundespolizei übergeben werden. In der Nacht auf den 12. Februar 2025 wurde der beschädigte Zug von der Unfallstelle abgeschleppt.
Während der Streckensperrung wurde der Fernverkehr über den Rangierbahnhof Maschen und die Güterzugstrecke über Jesteburg umgeleitet. Am frühen Morgen des 12. Februar konnte die Strecke für den Verkehr wieder freigegeben werden.
LKW-Transporte der Firma Vossloh über den Bahnübergang wurden bis auf Weiteres ausgesetzt.
Die Bundesstelle für Eisenbahnunfalluntersuchung (BEU) nahm die Untersuchung zur Ursachenermittlung auf.

## Unfall im Jahr 2022
Laut Presseberichten war es nicht der erste Unfall an dieser Stelle. Bereits im Dezember 2022 hatte es hier eine Kollision zwischen einem ICE und einem VW-Caddy gegeben. Damals war der Caddy mit den Vorderreifen in den Gleisen steckengeblieben und konnte nicht mehr rechtzeitig vom Übergang fahren. Beim Senken der Halbschranken verließ der Fahrer das Fahrzeug, das kurz darauf von dem herankommenden ICE 515 erfasst wurde. Trotz der Entgleisung des 100 km/h schnellen Zuges wurde niemand von den 100 Reisenden und fünf DB-Mitarbeitern verletzt. Wegen des Unfalls wurde der Bahnübergang 2023 hinsichtlich seiner Sicherheit geprüft. Er entsprach allen Sicherheitsstandards, Änderungen seien nicht erforderlich gewesen.